# Separación de la luz de la oscuridad
La Separación de la luz y las tinieblas es el primer fresco de la serie del Génesis pintado por Miguel Ángel en la bóveda de la Capilla Sixtina.

## Descripción
El mural es la representación del primer día de la Creación como dice la Biblia: "Dijo Dios: "Haya luz", y hubo luz. Vio Dios que la luz era buena y apartó Dios la luz de la oscuridad, y llamó Dios a la luz Día, y a la oscuridad la llamó Noche. (Génesis 1, 4-5)
El fresco ocupa un espacio pequeño (pues está enmarcado por los ignudi y los medallones), la escena es simple y sencilla.
En ella está Dios visto desde abajo, dibujado en escorzo y con las manos levantadas.
Aunque la expresión de Dios no se puede ver bien, parece que está haciendo un gran esfuerzo. Sobre él se abren algunas nubes dejando pasar un destello de luz.
La túnica rosa de Dios se mueve bruscamente creando el efecto de movimiento.
Del lado derecho de Dios hay oscuridad, pero la luz se abre desde arriba hasta su izquierda.
En esta pintura, Dios se muestra solo, sin su séquito de ángeles.
Es la pintura más sencilla de la serie.

## Enlaces externos

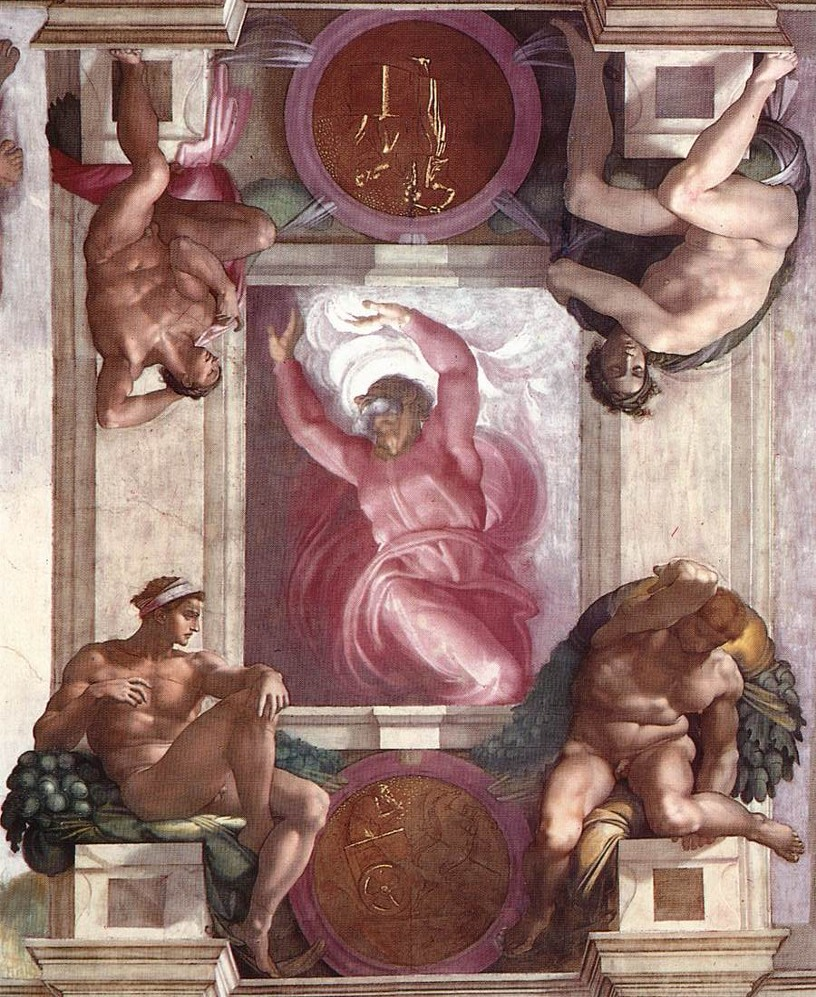
Ubicación del fresco.